# Министерство экономики Бельгии
Министерство экономики Бельгии или Федеральная государственная служба экономики Бельгии было создано Королевским указом от 25 февраля 2002 года в рамках планов первого правительства Верхофстадт по модернизации федеральной администрации. Оно отвечает за уровень развития национальной экономики, конкурентоспособность и устойчивость рынка товаров и услуг, решает экономические вопросы на международном уровне, оказывает содействие торговле путём регулирования экономических отношений в условиях конкурентного рынка, а также отвечает за сбор, обработку и распространение экономической информации.

## Министры
ФГС экономики в настоящее время отвечает не менее чем за трех министров:
- Марк Вервилгхен, министр экономики, энергетики, внешней торговли и научной политики
- Сабин Ларюэль, министр среднего класса и сельского хозяйства
- Фрея Ван ден Бош, вице-премьер и министр по вопросам бюджета и по делам потребителей

## Организации
ФГС экономики в настоящее время подразделено на девять Генеральных директоратов:
- Генеральный директорат по вопросам конкуренции
- Генеральный директорат по энергетике
- Генеральный директорат по вопросам регулирования и организации рынка
- Генеральный директорат по экономическому потенциалу
- Генеральный директорат по политике малого и среднего бизнеса
- Генеральный директорат по качеству и безопасности
- Генеральный директорат по надзору и посредничеству
- Генеральный директорат по статистике и экономической информации, также известный как Статистика Бельгии
- Генеральный директорат по вопросам телекоммуникаций и информированности общества